# 引导核糖核酸
嚮導RNA（guide RNA，gRNA），也稱為单链嚮導RNA（single guide RNA，sgRNA）。是作用於動質體（kinetoplastid）體內一種稱為RNA編輯（RNA editing）的後轉錄修飾過程中。也是一種小型非編碼RNA。可與pre-mRNA配對，並在其中插入一些尿嘧啶（U），產生具有作用的mRNA。